# Tabongrottorna

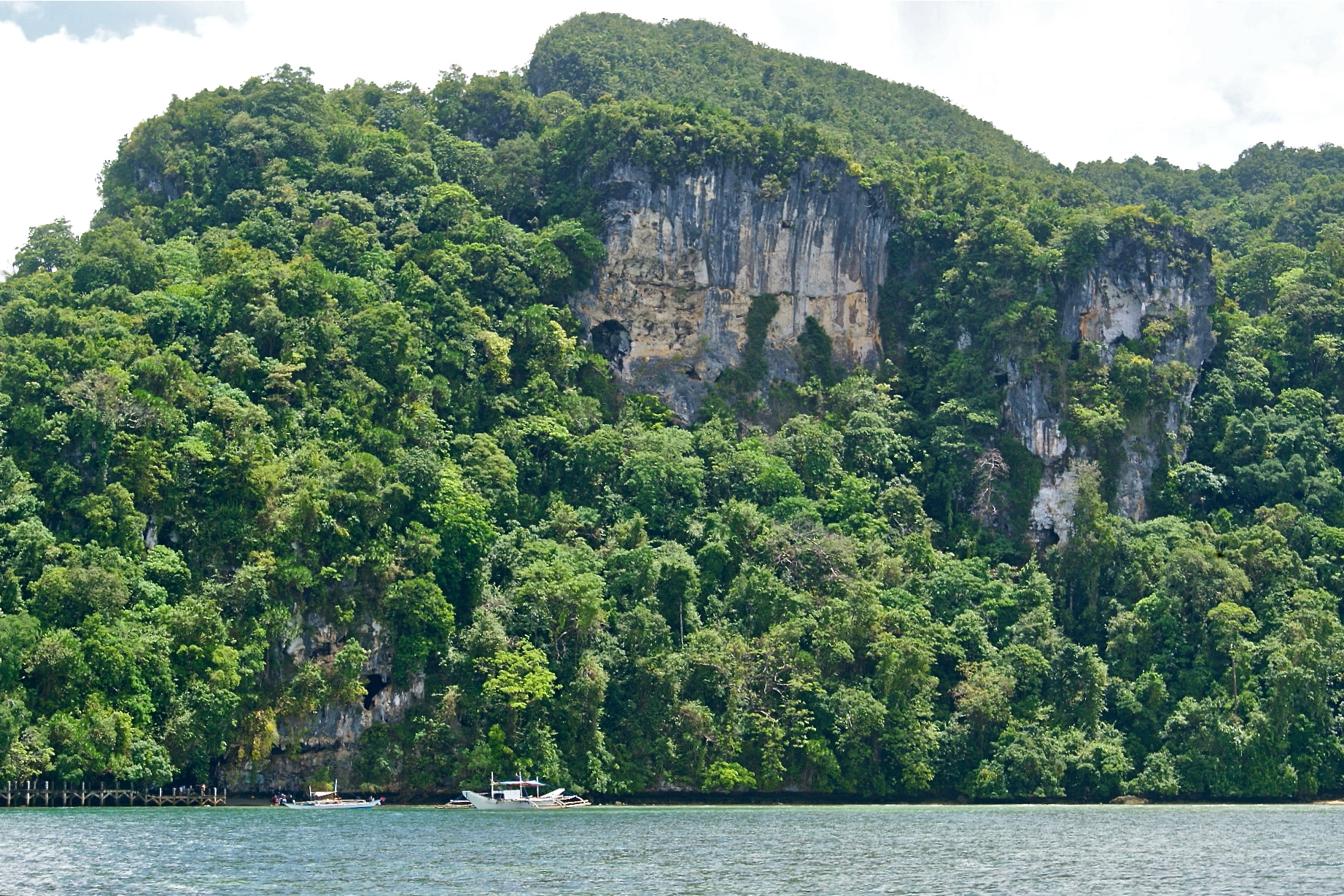
Tabongrottorna

Tabongrottorna är en grupp grottor norr om Quezon, i sydvästra delen av provinsen och ön Palawan i Filippinerna. Grottorna har fått sitt namn efter hönsfågeln Tabonstorfothöna. Tabongrottorna gränsar i söder till Quezon, barangayen Panitian i väster och Sydkinesiska havet i norr och öster. Grottkomplexet omfattar 29 utforskade grottor, därav är 7 öppna för allmänheten). Totalt finns 215 kända grottor i Lipuun Point. De sköts av National Museum of the Philippines. Tabonmannen hittades i en av grottorna, en av de äldsta resterna av mänskliga invånare som hittats på Filippinerna.

## Arkeologiska upptäckter
Kalottresterna av Tabonmannen är mellan 22 000 och 24 000 år gamla. De upptäcktes av Robert B. Fox och hans team från National Museum of the Philippines 1962. Teamet hittade även gravskålar, lergods, jadeornament och andra smycken, stenverktyg, djurben och 47 000 år gamla mänskliga fossiler; de äldsta mänskliga lämningarna som hittats i Filippinerna.
De arkeologiska fynden pekar på en bosättning från 50 000 år sedan till 700 år sedan medan kalkstensformationerna i reservatet har genom geologiska studier daterats till att vara 25 miljoner år gamla.
Reservatet Lipuun Point, som täcker en 138 hektar stor ö ansluten till Palawan genom en mangroveskog, fick status som ett museireservat i april 1972 och gjordes till en prioriterad plats för turistutveckling 1991 för sitt kultur- och naturvärde.